# بخش نصرآباد
بخش نصرآباد یکی از بخش‌های شهرستان تربت جام در استان خراسان رضوی ایران است.

## تقسیمات کشوری
- بخش نصرآباد
  - دهستان بالاجام
  - دهستان کاریزان

شهر نصرآباد

## جمعیت
بنابر سرشماری مرکز آمار ایران، جمعیت بخش نصرآباد شهرستان تربت جام در سال ۱۳۸۵ برابر با ۳۷۶۰۰ نفر بوده‌است ودرسرشماری نفوس و مسکن  سال 1395 چمعیت این بخش به  
40400 نفر رسیده است.

## روستاها
روستاهای بخش: